# Petre Strihan
Petre Strihan, pseudonimul lui Petre Constantinescu, (n. 27 mai 1899, Mizil, România – d. 25 iulie 1990) a fost un avocat, profesor universitar și poet român.

## Biografie
S-a născut la Mizil în familia avocatului Ion Constantinescu și a soției lui, Steliana (născută Anastasiu). Din 1910 până în 1918 a urmat liceul la Ploiești și Buzău. Apoi a studiat dreptul la Universitatea din București din 1918 până în 1921, timp în care a lucrat în calitate de copist în cadrul facultății. A obținut un doctorat în 1925 și a lucrat ca instructor (1928-1938), conferențiar universitar (1938-1942) și profesor (1942-1947). A fost activ ca avocat din 1921 și 1945, moment în care a fost suspendat ca urmare a schimbărilor politice care au urmat Loviturii de stat de la 23 august 1944. 
Profesorul Petre Strihan a îndeplinit funcția de subsecretar de stat pentru administrație la Ministerul Afacerilor Interne (3 februarie 1942 - 23 august 1944) în guvernul Ion Antonescu (3), mandatul său încetând în urma destituirii și arestării mareșalului Ion Antonescu și a formării unui nou guvern.
Între anii 1956 și 1964, sub regimul comunist, a lucrat pe rând în calitate de contabil la un șantier în Titu, gestionar la o cooperativă lucrativă, controlor de bilete la Zoo Băneasa, muncitor la o uzină chimică, arhivar și operator de mașină la alte cooperative. Din 1964 până în 1968, el a fost documentarist la Institutul de Istorie „Nicolae Iorga” din București, fiind avansat la gradul de cercetător științific între 1968 și 1970.

## Activitatea literară
Debutul literar al lui Strihan a avut loc în Flacăra în 1922, iar prima carte publicată a fost volumul Penumbre (1929). Între 1922 și 1929 a făcut parte din cenaclul literar Sburătorul. În perioada interbelică, scrierile sale au apărut în Adevărul literar, Convorbiri Literare, Viața literară, Universul literar și Slove. După 1964 a publicat în Luceafărul, Gazeta literară și România Literară. Ultimele sale poezii, delicate și naive, au apărut în volumele Poezii (1968), Moara albastră (1978) și Lumini târzii (1984).